# Séranvillers-Forenville
Séranvillers-Forenville ist eine französische Gemeinde mit 417 Einwohnern (Stand 1. Januar 2022) im Département Nord in der Region Hauts-de-France. Sie gehört zum Kanton Le Cateau-Cambrésis im Arrondissement Cambrai.

## Lage
Die Gemeinde Séranvillers-Forenville liegt im äußersten Süden der historischen Region Hennegau, sieben Kilometer südöstlich von Cambrai. Sie grenzt im Norden an Awoingt, im Osten an Wambaix, im Südosten an Esnes, im Süden an Lesdain, im Südwesten an Crèvecœur-sur-l’Escaut und im Nordwesten an Niergnies. Im Nordwesten hat das Gemeindegebiet einen Anteil am Flugplatz Cambrai-Niergnies (Aédodrome de Cambrai-Niergnies), auf dessen aufgegebenen Südteil sich heute eine ca. 80 ha große Photovoltaikanlage befindet.

## Bevölkerungsentwicklung
| Jahr                       | 1962 | 1968 | 1975 | 1982 | 1990 | 1999 | 2010 | 2021 |
| Einwohner                  | 229  | 265  | 267  | 324  | 327  | 309  | 330  | 415  |
| Quellen: Cassini und INSEE |      |      |      |      |      |      |      |      |

## Sehenswürdigkeiten

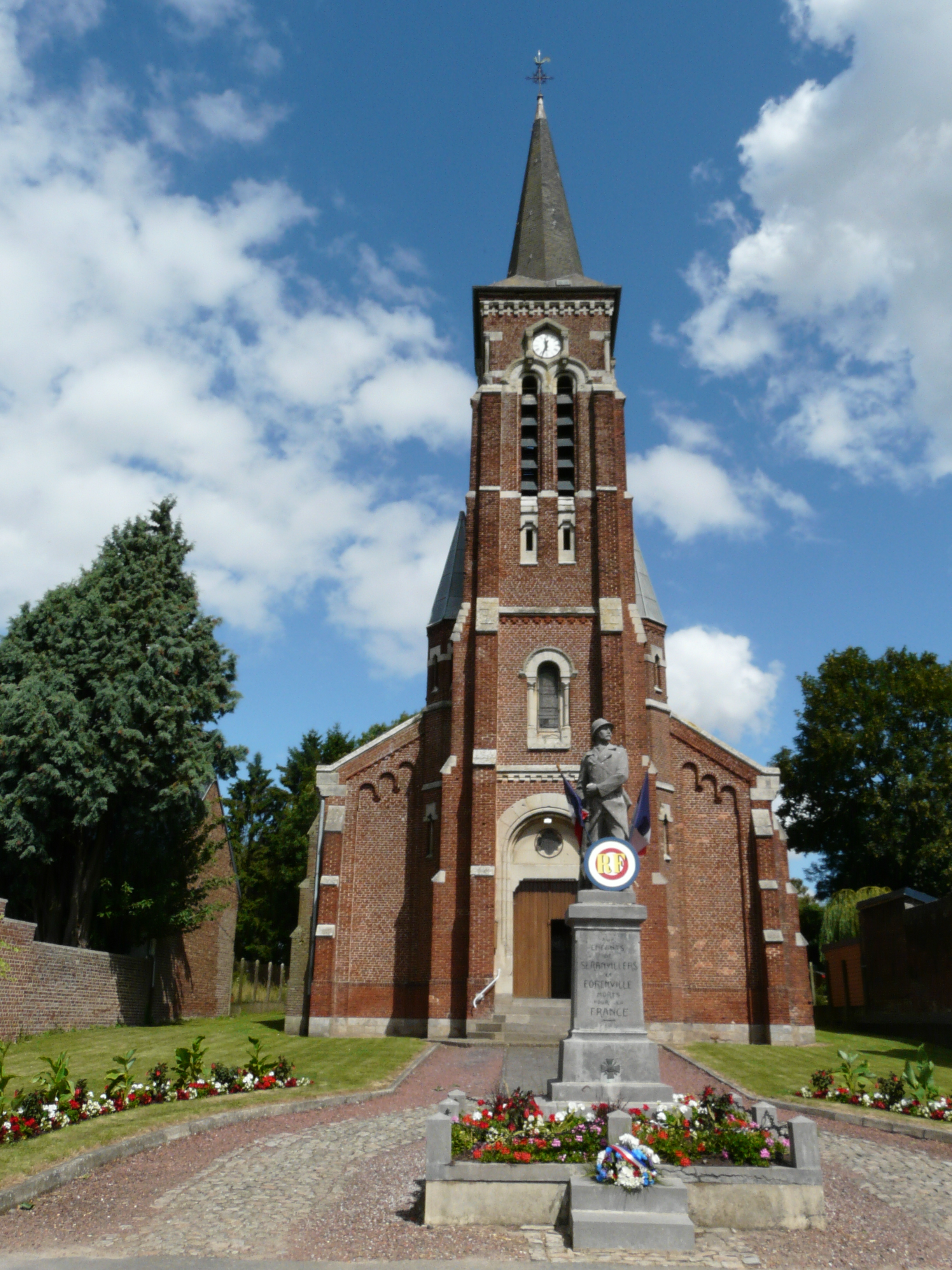
Kirche Saint-Martin
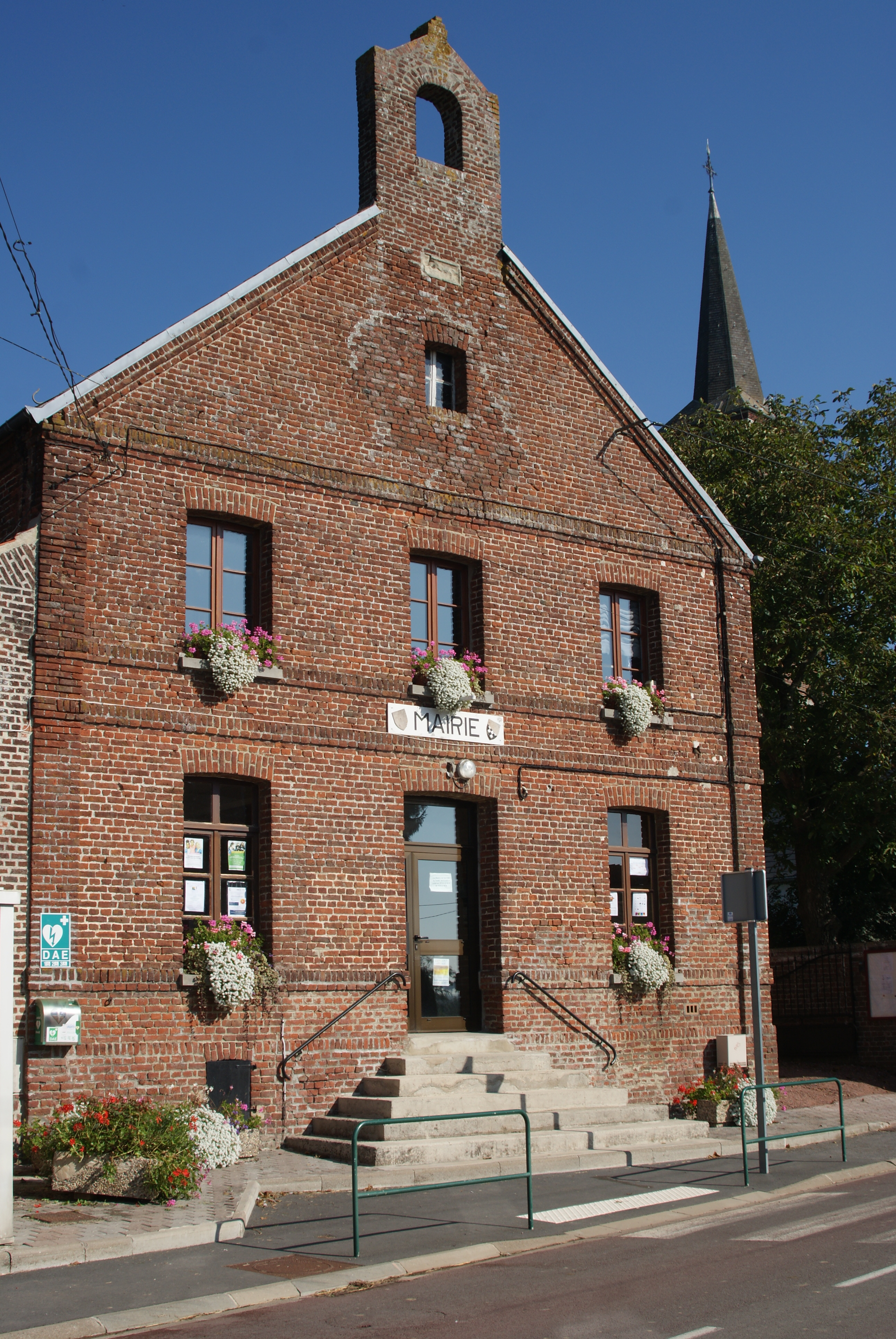
Rathaus (mairie)
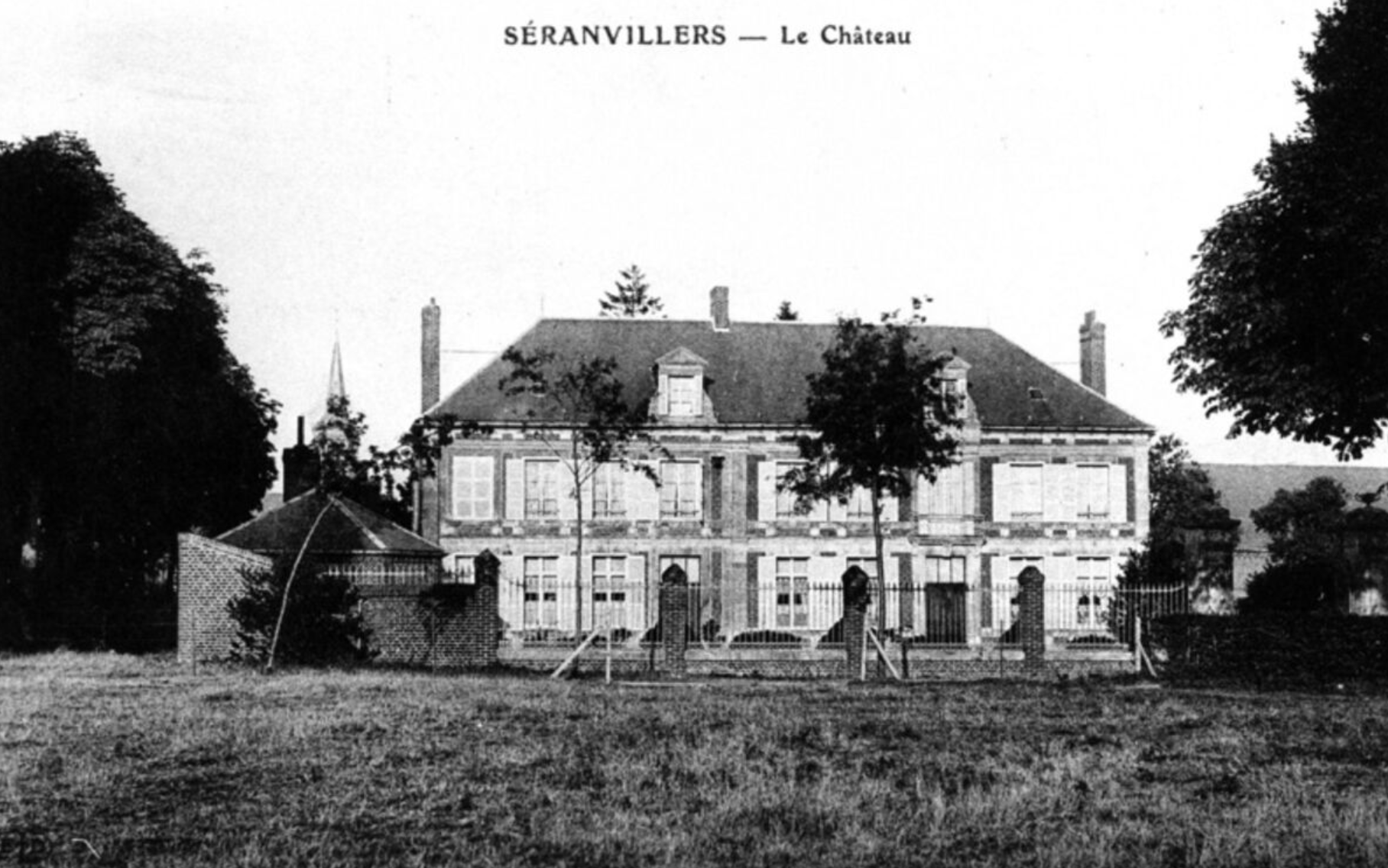
Ehemaliges Schloss (Postkarte von Ende 1920er / Anfang 1930er Jahre)

- französischer Soldatenfriedhof

- Kirche Saint-Martin
- Rathaus (mairie)
- Ehemaliges Schloss (Postkarte von Ende 1920er / Anfang 1930er Jahre)